# 拮抗筋
拮抗筋（きっこうきん）とは、筋肉運動の際に反対の動きをする筋肉のことである。アンタゴニスト（英: antagonist）と呼ばれる。

## 運動方向
- 頚
  - 屈曲（前屈）：胸鎖乳突筋、椎前筋群⇔伸展（後屈）：板状筋群、脊柱起立筋群、後頭下筋群、短背筋群
- 腰 
  - 屈曲：腹直筋、外腹斜筋、内腹斜筋⇔伸展：長背筋群、短背筋群
- 上肢帯
  - 挙上：僧帽筋（上部）、肩甲挙筋、菱形筋⇔下制：鎖骨下筋、小胸筋、僧帽筋（下部）
  - 外転（屈曲）：前鋸筋、小胸筋⇔内転（伸展）：僧帽筋（中部）、菱形筋
  - 上方回旋：僧帽筋（上部・下部）、前鋸筋⇔下方回旋：菱形筋、小胸筋
- 肩
  - 屈曲（前方挙上）：三角筋（前部）、大胸筋（鎖骨部）⇔伸展（後方挙上）：三角筋（後部）、大円筋、広背筋
  - 外転（側方挙上）：三角筋（中部）、棘上筋⇔内転：大胸筋（腹部）、大円筋、広背筋
  - 外旋：棘下筋、小円筋⇔内旋：肩甲下筋、大円筋
  - 水平屈曲（水平内転）：内転90°までは内転筋の働き、三角筋（前部）、大胸筋、烏口腕筋、肩甲下筋⇔水平伸展（水平外転）：外転90°までは外転筋の働き、三角筋（中部・後部）、棘下筋、小円筋
- 肘関節
  - 屈曲：上腕二頭筋、上腕筋、腕橈骨筋⇔伸展：上腕三頭筋、肘筋
- 前腕
  - 回外：回外筋、上腕二頭筋⇔回内：方形回内筋、円回内筋
- 手
  - 屈曲（掌屈）：橈側手根屈筋、長掌筋、尺側手根屈筋⇔伸展（背屈）：長橈側手根伸筋、短橈側手根伸筋、尺側手根伸筋
  - 橈屈：長橈側手根伸筋、短橈側手根伸筋⇔尺屈：尺側手根屈筋、尺側手根伸筋
- 股
  - 屈曲：腸腰筋、大腿筋膜張筋、大腿直筋、恥骨筋⇔伸展：大殿筋、大腿二頭筋（長頭）、半膜様筋、半腱様筋
  - 外転：大腿筋膜張筋、中殿筋⇔内転：大内転筋、長内転筋、短内転筋、薄筋、恥骨筋
  - 外旋：大殿筋、外閉鎖筋、内閉鎖筋、上双子筋、下双子筋、大腿方形筋、梨状筋⇔内旋：小殿筋
- 膝
  - 伸展：大腿四頭筋、大腿筋膜張筋⇔屈曲：大腿二頭筋、半膜様筋、半腱様筋
  - 外旋：大腿二頭筋⇔内旋：半膜様筋、半腱様筋
- 足
  - 伸展（背屈）：前脛骨筋、長趾伸筋、第三腓骨筋⇔屈曲（底屈）：長腓骨筋、腓腹筋、ヒラメ筋、足底筋
  - 内がえし（回外＋内転＋底屈）：後脛骨筋、長趾屈筋⇔外がえし（回内＋外転＋背屈）：長腓骨筋、短腓骨筋
- 足趾 
  - 屈曲：長趾屈筋、長母趾屈筋⇔伸展：長趾伸筋、長母趾伸筋